# Elachista pullicomella
Elachista pullicomella là một loài bướm đêm thuộc họ Elachistidae. Nó được tìm thấy ở hầu hết châu Âu (trừ Đảo Anh, Ireland, bán đảo Iberia và bán đảo Balkan), phía đông đến Nga
.
Sải cánh dài 8–10 mm.